# Hans Rauhaus
Hans Johannes Rauhaus (* 8. Februar 1904 in Cronenberg; † 29. Januar 1998 in Wuppertal) war ein deutscher Ingenieur und Politiker (CDU).

## Leben und Beruf
Nach dem Besuch der Volksschule durchlief Rauhaus zunächst eine kaufmännische Lehre und absolvierte anschließend eine Ausbildung zum Technischen Zeichner. Danach ging er einer praktischen Tätigkeit in einem Betrieb der Wuppertaler Werkzeugindustrie nach (Firma Stahlwille in Wuppertal-Cronenberg). Er studierte von 1924 bis 1926 an der Staatlichen Maschinenbauschule in Elberfeld und arbeitete im Anschluss als Betriebsingenieur bei der Firma Eduard Wille. Während des Zweiten Weltkrieges wurde er als Werkluftschutzleiter eingesetzt.
Partei

Rauhaus war 1946 Mitbegründer der Wuppertaler CDU und gehörte der Partei bis zu seinem Tode an.
Abgeordneter

Rauhaus war von 1948 bis 1975 Ratsmitglied der Stadt Wuppertal und dort von 1958 bis 1961 Vorsitzender der CDU-Fraktion. Außerdem war er Mitglied der Landschaftsversammlung Rheinland. Dem Deutschen Bundestag gehörte er von 1961 bis 1965 an. Im Parlament vertrat er den Wahlkreis Wuppertal II.
Öffentliche Ämter

Rauhaus amtierte von 1958 bis 1961 als Bürgermeister (stellvertretender Oberbürgermeister) der Stadt Wuppertal.

## Ehrungen
Hans Rauhaus wurde 1969 der Ehrenring der Stadt Wuppertal verliehen. Weiterhin wurde die Hans-Rauhaus-Straße in Wuppertal nach ihm benannt.